# Pietro Riva
Pietro Riva (* 1. Mai 1997 in Alba) ist ein italienischer Leichtathlet, der sich auf den Langstreckenlauf spezialisiert hat. 2024 wurde er im Halbmarathon Vizeeuropameister.

## Leben
Pietro Riva wuchs in Alba auf. Sein Vater war in der Jugend Fußballspieler beim FC Turin und wurde später Amateur-Marathonläufer. Auch sein Sohn spielte zunächst Fußball, bevor er sich der Leichtathletik widmete. Zunächst wurde er Alessandro Perone trainiert. Seit 2020 trainiert er unter Anleitung des Marathon-Olympiasiegers von 2004, Stefano Bardini, in Rubiera. Riva besuchte ein Gymnasium mit naturwissenschaftlichem Profil und schloss ein Studium der Betriebswirtschaftslehre erfolgreich ab.

## Sportliche Laufbahn
Pietro Riva sammelte im Jahr 2013 erste internationale Wettkampferfahrung auf der Laufstrecke. Damals trat er beim Europäischen Olympischen Jugendfestival in Utrecht an und belegte im 3000-Meter-Lauf den achten Platz. Ein Jahr darauf wurde er über diese Distanz italienischer U18-Meister. Im Dezember trat er im U20-Rennen bei den Crosslauf-Europameisterschaften in Bulgarien an, konnte das Rennen allerdings nicht beenden. 2015 wurde Riva im Juni italienischer Vize-U20-Meister im 5000-Meter-Lauf. Einen Monat später trat er über 5000 und über 10.000 Meter bei den U20-Europameisterschaften in Schweden an. Zunächst konnte er sich in 30:20,45 min den Europameistertitel über 10.000 Meter sichern. Zwei Tage später auf der halben Distanz reichte er für ihn zum achten Platz. Im Dezember trat er in Frankreich erneut bei den Crosslauf-Europameisterschaften an. Diesmal belegte er im U20-Rennen den zehnten Platz. 2016 siegte Riva im 5000-Meter-Lauf bei den italienischen U20-Meisterschaften. Im Juli trat er im 10.000-Meter-Lauf bei den U20-Weltmeisterschaften in Bydgoszcz an. Dort blieb er in 29:25,09 min zum ersten Mal unterhalb der 30-Minuten-Marke, womit er das Rennen als Zehnter beendete. 2017 trat er zu seinen ersten nationalen Meisterschaften bei den Erwachsenen an und belegte im 10.000-Meter-Lauf den achten Platz. Anfang Oktober bestritt er in Treviso seinen ersten Wettkampf im Halbmarathon, den er in 1:04:55 h gewinnen konnte. Zum Jahresende startete er außerdem im U23-Rennen bei den Crosslauf-Europameisterschaften in der Slowakei, das er als 40. beendete. 2018 wurde er italienische Vizemeister im 5000-Meter-Lauf. Ende Oktober nahm er am Valencia-Halbmarathon teil, bei dem er sich auf eine Zeit von 1:02:19 h verbesserte.
2020 gewann Riva die Bronzemedaille im 5000-Meter-Lauf bei den italienischen Meisterschaften. Im Laufe der Saison steigerte er seine 10.000-Meter-Bestzeit auf 29:12,45 min. Später im Oktober nahm er in Polen an den Halbmarathon-Weltmeisterschaften teil, bei denen er knapp hinter seiner Bestzeit zurückblieb und insgesamt Platz 43 belegte. 2021 steigerte er seine 10.000-Meter-Bestzeit um fast eine Minute bis auf 28:25,86 min. 2022 lief in Riva in Spanien im 10-km-Lauf auf der Straße eine Zeit von 27:50 min, die seitdem italienischer Nationalrekord sind. Im April lief er in Berlin in 1:01:36 h eine neue Halbmarathon-Bestzeit. Zudem verbesserte er mehrfach seine 5000-Meter-Bestzeit. Später im August trat er im 10.000-Meter-Lauf bei den Europameisterschaften in München an. Dort blieb er zum ersten Mal unterhalb von 28 Minuten und belegte in 27:50,51 min den fünften Platz. Ende Oktober lief er in Valencia in 1:00:30 h eine neue Halbmarathon-Bestzeit. Zu Beginn des Jahres 2023 stellte Riva neue Hallenbestzeiten über 1500 und 3000 Meter auf. Über die letztere Distanz wurde italienischer Vizemeister. Anfang März nahm er in Istanbul zum ersten Mal an den Halleneuropameisterschaften teil, verpasste allerdings als Achter seines Vorlaufes über 3000 Meter den Einzug in das Finale. Anfang Oktober trat er im Halbmarathon bei den Straßenlauf-Weltmeisterschaften in Riga an. Nach 1:01:06 h beendete er den Wettkampf auf dem 17. Platz.
2024 konnte Riva bei den heimischen Europameisterschaften in Rom die Silbermedaille im Halbmarathon hinter seinem Landsmann, Yemaneberhan Crippa, gewinnen.
2021 wurde Riva italienischer Meister im 5000- und 2021, 2023 und 2024 nationaler Meister im 10.000-Meter-Lauf.

## Wichtige Wettbewerbe
| Jahr                | Veranstaltung                    | Ort                 | Platz               | Disziplin/Rennen    | Zeit                |
| Startet für Italien | Startet für Italien              | Startet für Italien | Startet für Italien | Startet für Italien | Startet für Italien |
| ------------------- | -------------------------------- | ------------------- | ------------------- | ------------------- | ------------------- |
| 2014                | Crosslauf-Europameisterschaften  | Samokow             |                     | U20                 | DNF                 |
| 2015                | U20-Europameisterschaften        | Eskilstuna          | 1.                  | 10.000 m            | 30:20,45 min        |
| 2015                | U20-Europameisterschaften        | Eskilstuna          | 8.                  | 5000 m              | 14:45,76 min        |
| 2015                | Crosslauf-Europameisterschaften  | Hyères              | 10.                 | U20                 | 17:55 min           |
| 2016                | U20-Weltmeisterschaften          | Bydgoszcz           | 10.                 | 10.000 m            | 29:25,09 min        |
| 2017                | Crosslauf-Europameisterschaften  | Šamorín             | 40.                 | U23                 | 25:34 min           |
| 2020                | Halbmarathon-Weltmeisterschaften | Gdynia              | 43.                 | Halbmarathon        | 1:02:28 h           |
| 2022                | Europameisterschaften            | München             | 5.                  | 10.000 m            | 27:50,51 min        |
| 2023                | Halleneuropameisterschaften      | Istanbul            | 18.                 | 3000 m              | 7:58,89 min         |
| 2023                | Straßenlauf-Weltmeisterschaften  | Riga                | 17.                 | Halbmarathon        | 1:01:06 h           |
| 2024                | Europameisterschaften            | Rom                 | 2.                  | Halbmarathon        | 1:01:04 h           |

## Persönliche Bestleistungen
Freiluft
- 1500 m: 3:41,05 min, 5. August 2020, Rovereto
- 3000 m: 7:45,52 min, 5. September 2021, Chorzów
- 5000 m: 13:22,73 min, 30. August 2022, Rovereto
- 10.000 m: 27:50,51 min, 21. August 2022, München

Straße
- 10-km-Lauf: 27:50 min, 19. März 2022, Laredo, (italienischer Rekord)
- Halbmarathon: 59:41 min, 22. Oktober 2023, Valencia

Halle
- 1500 m: 3:43,01 min, 5. Februar 2023, Padua
- 3000 m: 7:49,42 min, 11. Februar 2023, Metz